# Thomas Phillipps

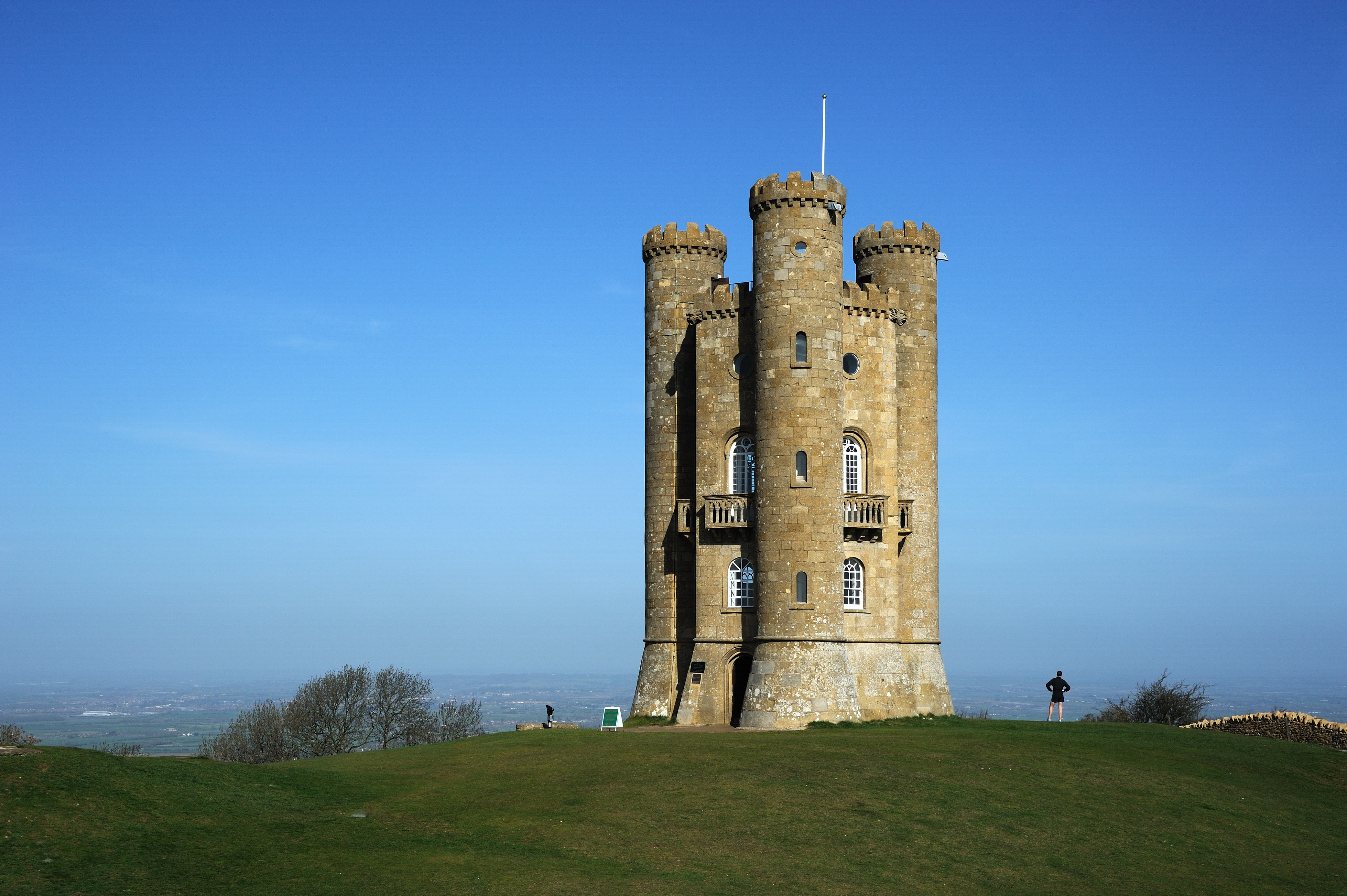
Broadway Tower, waar Thomas Philipps zijn drukpers installeerde.

Thomas Phillipps (2 juli 1792 – 6 februari 1872) was een Engels antiquaar en verzamelaar van handschriften die de grootste handschriftenverzameling van de 19e eeuw samenstelde. Hij leed aan bibliomanie. Phillipps schreef zelf in een vroege catalogus van zijn verzameling, dat hij aan het verzamelen was begonnen door het lezen van verscheidene getuigenissen over de vernietiging van manuscripten.

## Biografie
Philips was een onwettig kind van een textiel fabrikant. Hij was de zoon van Hanna Walton en Thomas Phillipps, maar in het doopregister van de kathedraal van Manchester vermeldt de inschrijving van 22 juli 1792 alleen de moeder. Zijn vader was een magistraat in Worcestershire en werd in 1801 benoemd tot hoofd van de politie van het graafschap. Thomas senior gaf zijn zoon een zeer goede opleiding, hij mocht studeren aan de Rugby School, een van de oudste kostscholen in Engeland en later aan de Universiteit van Oxford. Hij gradueert als B.A in 1811 en in 1815 haalt hij de M.A..
Thomas junior erfde het fortuin van zijn vader toen die in 1818 overleed, waaronder het Middle Hill landhuis in Broadway in de Cotswolds. Het aanzienlijk fortuin dat hij erfde, besteedde hij volledig aan het aankopen van handschriften en wanneer zijn middelen uitgeput waren, sloot hij grote leningen af om zijn verzameling verder uit te bouwen en bracht daardoor zijn familie diep in de schulden.
Thomas Phillipps huwde twee maal, de eerste keer met Harriet Molyneux. Ze hadden drie dochters, Henrietta Elizabeth, Maria Sophia en de jongste, Katherine, die zijn verzameling zou erven. De tweede keer huwde hij Elizabeth Mansell in 1842.
Zijn oudste dochter Henrietta huwde met James Orchard Halliwell. Het paar had elkaar leren kennen tijdens de bezoeken die Halliwell bracht aan Thomas Phillipps om werken in zijn collectie te bestuderen. Maar Halliwell wordt op zeker moment beschuldigd van het stelen van documenten van het Trinity College in Cambridge en wordt tijdelijk de toegang ontzegd tot het British Museum. Sir Thomas was woedend over deze zaak en verbood zijn dochter om Halliwell nog te zien, maar Henrietta volgde haar geliefde en trouwde met James. Maar testamentair was bepaald, dat de Middle Hill landgoed bij Sir Thomas overlijden zou overgaan naar Henrietta. Het idee dat zijn gehate schoonzoon later het landgoed zou bezitten bracht Phillipps ertoe om te verhuizen naar Thirlestaine House in Cheltenham, waar hij op 6 februari 1872 in overleed. Middle Hill liet hij compleet verkommeren.

## De opbouw van de verzameling
Phillipps begon zijn verzameling op jonge leeftijd toen hij nog les volgde aan de Rugby School en later aan de Universiteit van Oxford. Hij was zo bezeten van de verzamelwoede dat hij 40.000 gedrukte boeken en 60.000 handschriften verzamelde, de grootste collectie die ooit door een individu werd bijeen gebracht. Hij noemde zichzelf een “vello-maniac” (perkament maniak). A.N.L. Munby schrijft dat hij waarschijnlijk tussen 200.000 en 250.000 pond besteedde aan zijn verzameling of tussen de vier- en vijfduizend pond per jaar om 40 à 50 aankopen per week te financieren.
Phillipps dankte zijn succes voor een belangrijk deel aan de opheffing van de kloosterorden in Frankrijk tijdens de revolutie. Dit leidde tot een verspreiding van de bibliotheken van die kloosters met een overaanbod en lage prijzen tot gevolg. Ook Engelse wettelijke documenten werden vrij goedkoop op de markt aangeboden en het is aan Phillipps te danken dat een groot deel daarvan bewaard werd en niet definitief verloren ging. De eerste van zijn grote aankopen deed Phillipps bij een lange rondreis door Europa tussen 1820 en 1825, waarbij hij België, Nederland, Frankrijk, Duitsland en Zwitserland bezocht. In 1824 was hij in Den Haag op de veiling van de Meerman collectie, waar hij drie vierde van de aangeboden werken aankocht. In datzelfde jaar kocht hij nog een grote partij handschriften, voornamelijk van de 9e eeuw, van professor Van Ess in Darmstadt. Ook in Parijs kocht hij een groot aantal handschriften op een paar belangrijke veilingen. In Nederland kon hij de hand leggen op de Muschenbroek collectie van charters en kronieken over de geschiedenis van Utrecht en andere Nederlandse provincies. Terug in Engeland blijft hij onverminderd doorgaan met het opkopen van belangrijke verzamelingen. Naast de manuscripten verzamelde Phillipps ook gedrukte boeken, incunabelen en moderne werken.
In tegenstelling tot de meeste verzamelaars gebruikte Phillipps zijn manuscripten. Men kan weinig volumes terugvinden waarin hij geen sporen van zijn studie heeft nagelaten en hij heeft honderden notitieboeken vol geschreven met zijn eigen nota’s over topografie, geschiedenis en genealogie. In 1819 geeft hij een boek uit “Collections for Wiltshire” en in 1820 laat hij de “Account of the Family of Sir Thomas Molyneux” (de vader van zijn eerste vrouw) drukken. Hij stichtte de Middle Hill Press (genoemd naar de plaats van zijn landgoed in Broadway) in 1822 om catalogi van zijn verzameling te publiceren, maar ook om zijn onderzoeksresultaten over Engelse topografie en genealogie uit te geven. De drukpers wordt geïnstalleerd in de Broadway tower op zijn landgoed. In 1862 laat hij zijn bibliotheek en zijn drukpers overbrengen van Middle Hill en de Broadway tower naar Thirlestaine House in Cheltenham dat hij had gekocht van Lord Northwick. Op 27 juli 1821 wordt hij baronet gemaakt en in 1826 deed hij een poging om in het parlement benoemd te worden maar zonder succes. Hij was beheerder bij de British Museum en lid van de Royal Society.

## De afbouw van de verzameling
Phillipps probeerde zijn verzameling, nog tijdens zijn leven, door te geven aan de Britse natie en had daarover contacten met Disraeli de toenmalige minister van economie en financiën. Zijn bedoeling was een overname van zijn collectie door de British Library, maar de onderhandelingen hadden geen resultaat. In zijn testament bepaalde Phillipps dat zijn collectie intact moest blijven en bewaard worden in Thirlestaine House en dat geen enkele boekverkoper of vreemdeling ze mocht herschikken. Hij stipuleerde ook dat geen enkel rooms-katholiek persoon en vooral zijn schoonzoon James Halliwell de boeken mocht inkijken. De rechtbank (court of equity) vond dit onredelijk en zette daarmee de deur open voor de verkoop van de verzameling. Phillipps kleinzoon, Thomas FitzRoy Fenwick, leidde de verkoop voor de volgende vijftig jaar. Belangrijke delen van de verzameling werden verkocht aan Europese instellingen zoals de Staatsbibliothek zu Berlin die de Meerman-collectie aankocht, de Koninklijke Bibliotheek van België die een aantal werken uit België verwierf en de Provinciale archieven van Utrecht die de voormalige Muschenbroek collectie kon kopen. Belangrijke individuele werken werden verkocht aan de Huntington Library en aan de J. Pierpont Morgan library, onder meer de Maciejowski Bijbel en de Morgan Dioscorides. De volledige afbouw van de verzameling nam meer dan 100 jaar in beslag. In 1964 werd hetgeen nog overbleef verkocht aan de Londense boekverkopers Philip en Lionel Robinson voor £ 100.000. Dit deel van de collectie was nooit gecatalogeerd of onderzocht geweest. De Robinsons verkochten een deel van de boeken via hun eigen kanalen en via Sotheby's. Het laatste deel werd geveild door Christie's op 7 juni 2006. Een vijfdelig werk over de collectie en de afbouw ervan werd gepubliceerd door A.N.L. Munby tussen 1951 and 1960, maar alleen al over de wettelijke documenten in het Engels in de collectie, die slechts 3% van het geheel uitmaakten, is ondertussen al een serie van 16 volumes gepubliceerd.

## Items uit de Phillipps Collection
Hierbij een lijst van handschriften die ooit deel uitmaakten van de Thomas Phillipps collectie. Het is een kleine selectie uit 3672 (van de 60.000) handschriften die ooit aan Phillipps behoorden en die opgenomen zijn in de Schoenberg Database of Manuscripts. Merk op dat er naast de werken die hier zijn opgegeven er nog 31 getijdenboeken, 24 breviaria, 43 boeken met sermoenen, 15 psalters, 13 heiligenlevens, 12 antifonaria, 10 Bijbels, 20 missalen naast andere religieuze boeken in de lijst voorkomen. 
- Gregorius de Grote, Moralia in Job Job, ca. 725
- Isidorus van Sevilla, Etymologiae, ca. 822, Abdij van St. Emmeram bij Regensburg
- Beda Venerabilis, Commentaar op het Marcus Evangelie, ca.825
- Hiëronymus van Stridon, Het leven van Maria van Egypte, ca.850
- Hilduin van Saint Denis, Epistola; Aeropagitae, ca.900
- Pentateuch, ca. 950, Abdij van Corbie
- Flavius Josephus, De Bello Judaico, ca. 1025, Byzantium
- Vergilius, Aeneide, ca. 1100
- Ambrosius van Milaan, Expositio super psalmum, ca. 1150
- Augustinus van Hippo, Contra Faustinum Manicheum, ca. 1190
- Johannes Chrysostomos, Bijbel en Interpretationes nominum hebraicorum, 1200
- Geoffrey of Monmouth, Historia regum Britanniae, 1275
- Vincent de Beauvais, Speculum historiale, 1280
- Walter Map, Roman de Lancelot du Lac, la queste du Saint Graal, la mort d’Arthur, 1290
- Petrus Comestor, Historia Scholastica, 1300
- Valerius Maximus, Factorum et Dictorum Memorabilium, 1350
- Ovidius, Epistolae, 1350
- Boëthius, De Consolatione Philosophiae, 1362
- Roger Bacon, Practica de Arte Medicine, 1388
- Dante Alighieri, La Divina Commedia, 1412
- Jean Froissart, Chroniques de France, ca. 1420
- Iacopo de Voragine, Legenda Aurea, ca. 1450
- Olivier de La Marche, Voeux Du Faisan, ca. 1460
- Christine de Pisan, Epitre d’Othea a Hector de Troye, 1463
- Guillaume de Lorris; Jean de Meung, Roman de la Rose, 1470
- Marcus Tullius Cicero, Orationes in verrem, 1476,
- Christine de Pisan, La cité des dames, 1480
- Giovanni Boccaccio, Excerpta De Claris Mulieribus; Centone Virgiliane, ca. 1481
- Bernardus van Clairvaux, Sermones in psalmos, ca. 1490
- Chroniques De Flandre Ou Receuil Des Antiquites de Flandre, ca.1510
- Marco Polo, Viaggio, ca. 1510
- Niccolo Machiavelli, Vita Di Castrucio Castranani-Il Principe, ca. 1525
- Les funeraiiles d'Anne de Bretagne, ca. 1550, Abbaye de Saint-Ghislain
- Statutes And Ordinances Noble Order Of The Garter, ca. 1550, London, British Library, MS Add. 62536